# بهدینان

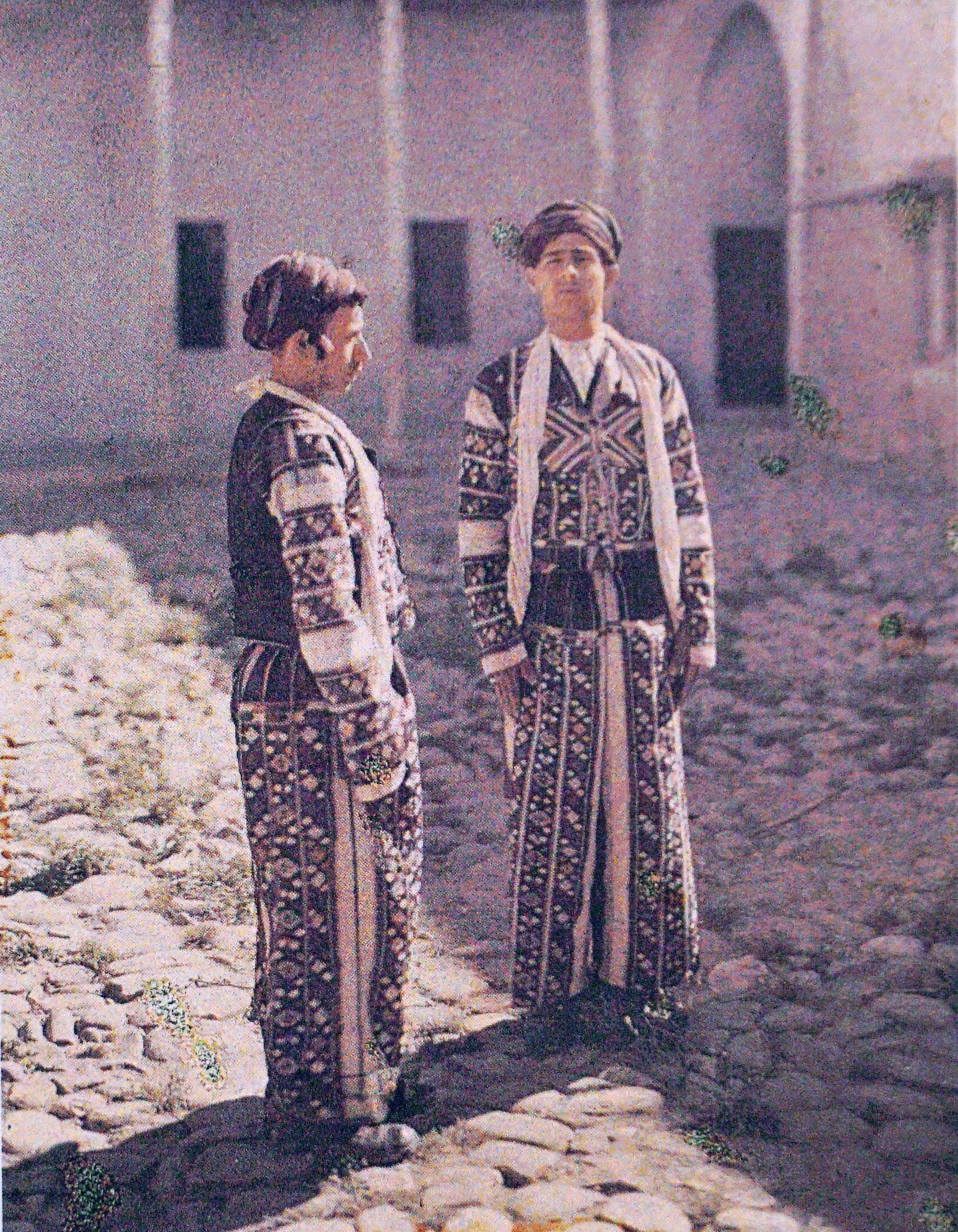
کردهای بهدینان اثر آلبرت کان.

بهدینان، از نواحی قدیمی کردنشین، و یکی از امارتهای معروف کُرد؛ به یکی یا دسته‌ای از گویشها و لهجه‌های کُردی نیز بادینانی گفته می‌شود. به گفته شرف الدین بدلیسی، «بهدینان» از نام امیری کرد مشهور به بهاءالدین گرفته شده است. خاندان او پس از دست یافتن به امارت عمادیه، در بین امرای کردستان به بهادینان شهرت یافته‌اند (همان‌جا). مکنزی هم می‌گوید که نام بهدینان از نام خاندان بهاءالدین مأخوذ است، و این خاندان خود در اصل از شمس الدینان (در کردی: شمْدینان یا شمزینان) اند
ناحیة بهدینان. ناحیه‌ای است کوهستانی و سردسیری در شمال عراق، مجاور مرز جنوبی ترکیه و مرز شمال شرقی سوریه. کوههای بهدینان از درختان بلوط و گیاهان خاص رشته کوههای زاگرس پوشیده شده است. رودِ بادینان، از شاخه‌های زاب بزرگ، مرز شرقی بهدینان را تشکیل می‌دهد. گذران زندگی کُردان بهدینان از راه دامداری، کشت غلاّ ت و توتون و پرورش انگور است.